# Oiartzun
Oiartzun település Spanyolországban, Gipuzkoa tartományban. Oiartzun Irun, Lezo, Spain, Errenteria, Goizueta és Lesaka községekkel határos. Lakosainak száma 10 378 fő (2024).

## Népesség
A település népessége az utóbbi években az alábbiak szerint változott:
| Lakosok száma | 9203 | 9633 | 9829 | 9894 | 10 006 | 9970 | 10 175 | 10 293 | 10 291 | 10 378 |
|               | 2001 | 2004 | 2006 | 2009 | 2011   | 2014 | 2016   | 2019   | 2021   | 2024   |